# Parque Moscoso

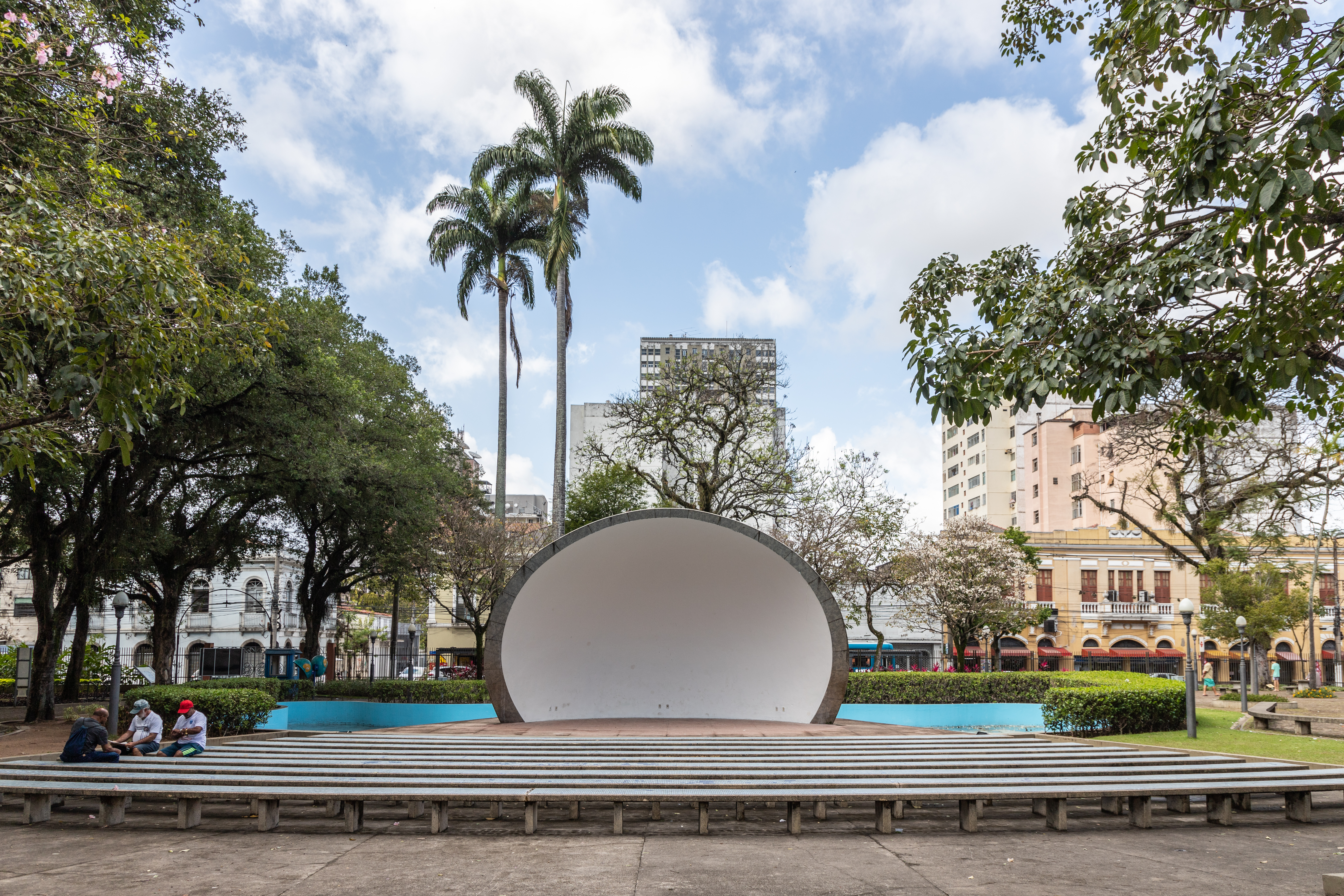
Concha acústica (2019).

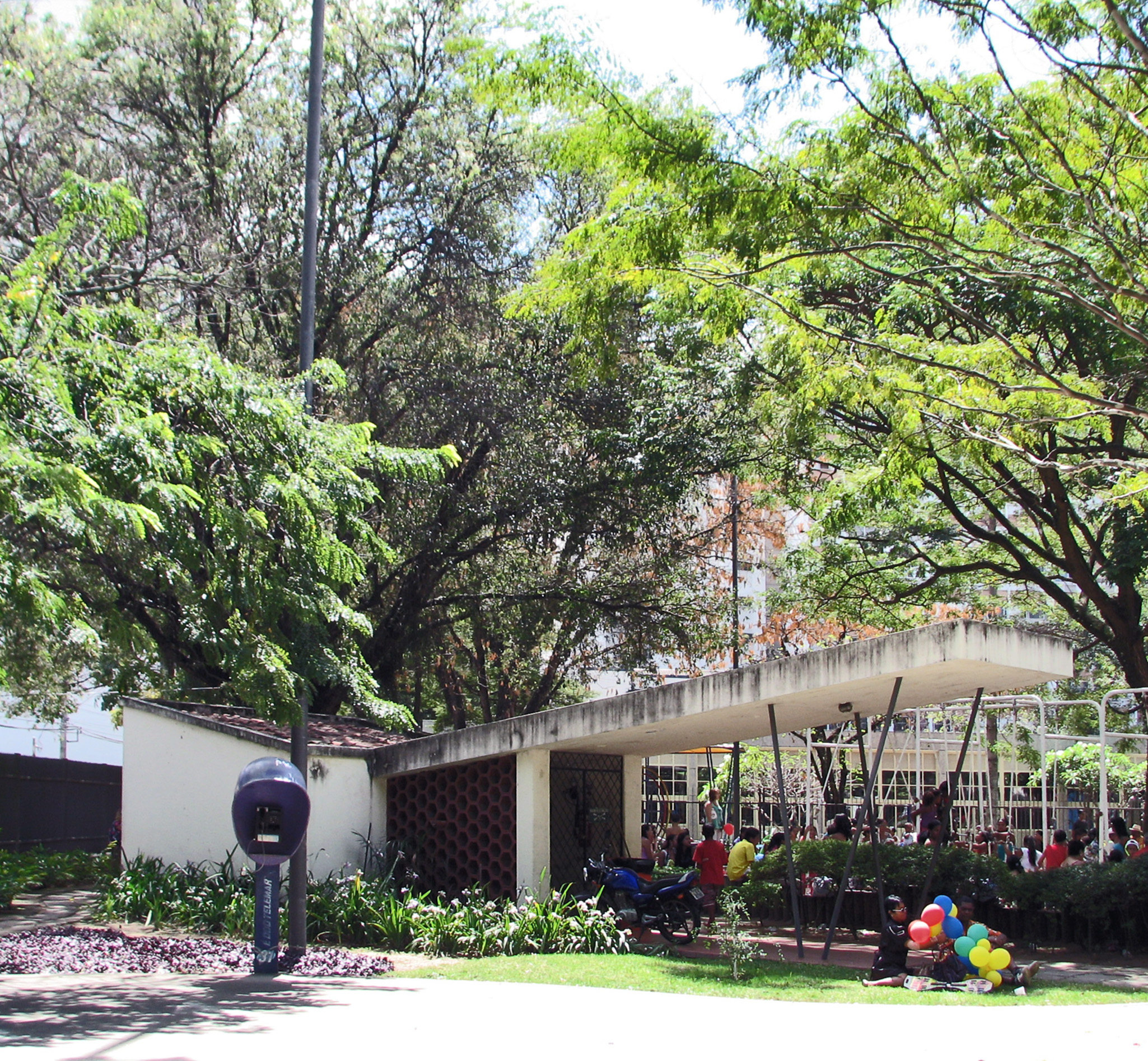
Parque Moscoso, setembro de 2011.

O Parque Moscoso é um parque público, localizado no Centro de Vitória, capital do Espírito Santo, sendo uma área protegida que pertence ao sistema nacional de unidades de conservação.
Inaugurado em 1912, é o mais antigo parque municipal da cidade. Com, aproximadamente, 24 mil metros quadrados de área, é considerado um ambiente de tranquilidade em meio à correria do centro da metrópole. O nome Moscoso é uma homenagem ao presidente da província Henrique Moscoso. Possui um lago com peixes e duas ilhas, cortado por pontes e alamedas formadas por árvores típicas da Mata Atlântica.
No parque existe a Concha acústica, um palco onde acontecem inúmeros espetáculos, tombada como patrimônio cultural pelo Conselho Estadual de Cultura. Em maio de 2012, foi celebrado os 100 anos e para tal comemoração a prefeitura de Vitória iniciou obras de restauração da concha acústica, revisão das instalações elétricas, recuperação dos bancos, dos muros e das calçadas externas e reforma do lago principal.

## História
Na parte baixa da ilha de Vitória havia uma área conhecida como Campinho (atual Parque Moscoso) formada por terrenos alagados pelas marés da baía de Vitória. O espaço foi doado pela União por meio da Lei Federal nº. 2.356/1910 ao então governador do estado Jerônimo Monteiro (1908 -1912) para a construção de um parque em homenagem a Henrique Moscoso. A área sofreu vários aterros e depois foi dividida em lotes, o paisagista Paulo Motta Teixeira foi encarregado para a execução do projeto e as obras foram iniciadas em 1910.
Projetado à moda do século XIX, era um grande jardim que ganhava aos poucos traços do estilo eclético e art nouveau. Foram instadas fontes, repuxos, ruínas de templos greco-latinos, lagoas com pequenas ilhas artificiais e pontes.
Na década de 30 a região do Parque Moscoso tornou-se altamente valorizada, instalaram-se na proximidade residências pertencentes à elite capixaba. A área era aberta ao público, dispunha de muita vegetação, lagos, pássaros, uma quadra de tênis e era considerada como o lugar para o encontro da sociedade capixaba.
Em 1952 o espaço sofre uma primeira intervenção. Inicia-se a construção da concha acústica e a construção do Jardim de Infância, ambas projetadas pelo arquiteto Francisco Bolonha seguindo a moderna arquitetura dos anos 50. As alamedas foram desviadas e estreitadas para dar lugar para a Capela Ecumênica, brinquedos para as crianças foram implantados e foram construídos muros e grades para que fosse implantado um sistema de cobrança de ingresso restringindo sua utilização, o que acabava contradizendo com a definição e função do Parque Urbano.
Em 2001 o parque passou por um novo processo de revitalização para recuperar as características originais. O muro foi substituído por grades, os traçados dos caminhos e as fontes voltaram aos locais originais e pequenos detalhes foram recuperando características originais, tornando-o parecido ao que era no passado.

## Ligações Externas
- «Parque Moscoso traz calmaria no meio da agitação de Vitória». G1